# Дыды
Дыды — упразднённое село в Архаринском районе Амурской области России. Исключено из учётных данных в 1974 году.

## География
Село располагалось на левом берегу реки Архара в месте впадения в неё реки Большая Дыды, на расстоянии примерно 27 километров (по прямой) к северо-востоку от села Грибовка.

## История
Решением Амурского исполкома от 7 июня 1974 года № 253, село Дыды исключено из учётных данных как несуществующее.